# Gui de Chappes
Gui de Chappes ou Guiard de Chappes (né vers 1160 - † vers 1221) est seigneur de Jully-sur-Sarce à la fin du XIIe siècle et au début du XIIIe siècle. Il est le fils de Clarembaud IV de Chappes, seigneur de Chappes, et d'Ermengarde (de Montlhéry ?).

## Biographie

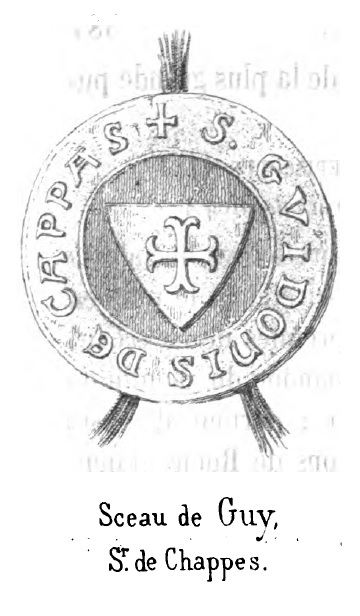
Sceau de Gui de Chappes.

En 1190, il se joint avec son frère Clarembaud V de Chappes au comte de Champagne Henri II, ainsi qu'aux rois Philippe-Auguste et Richard Cœur de Lion, qui partent en terre sainte, et il participe au siège de Saint-Jean-d'Acre.
Avant le départ, à Sézanne, il fait partie des seigneurs champenois à qui le comte Henri II fait jurer de reconnaître comme successeur son frère Thibaut III dans le cas où il rentrerait pas vivant.
En 1192, il assiste à Saint-Jean-d'Acre au mariage du comte Henri II avec Isabelle Ire de Jérusalem.
En avril 1998, il assiste à Melun à l'hommage du comte Thibaut III au roi Philippe-Auguste, et il est l'un des barons choisis par le comte comme pleige de sa fidélité.
En 1199, il est présent avec son neveu Clarembaud VI de Chappes au Tournoi d'Écry donné par le comte de Champagne Thibaud III et au cours duquel le prédicateur Foulques de Neuilly prêche la croisade réclamée un an plus tôt par le pape Innocent III. Comme de nombreux seigneurs champenois, lui et son neveu décident de prendre la croix.
En 1202, avant son départ, il affranchi tous ses serfs de Jully-sur-Sarce du droit de mainmorte, afin de financer son voyage.
Il part ensuite en direction de la terre sainte et fait partie des croisés qui participent au siège de Constantinople, bien qu'à contre-cœur car il fait partie des croisés qui souhaitent quitter l'armée à Corfou lors de l'arrivée du jeune prétendant Alexis V pour rejoindre Gautier III de Brienne à Brindisi lors de sa conquête de la Sicile. À la prière de ses compagnons, il choisit de rester mais quitte rapidement Constantinople et est de retour en Champagne en 1205,,.
En 1212, il concourt avec les plus grands seigneurs champenois à l'ordonnance de Champagne de 1212 sur le règlement de succession des fiefs et sur les duels.
En 1213, il fait partie des barons champenois appelés à témoigner de la légitimité du mariage d'Henri II et d'Isabelle Ire de Jérusalem, ainsi que les dispositions d'Henri II pour sa succession avant son départ en terre sainte.
En 1213, il fait don d'une terre à Fouchères à l'abbaye de Clairvaux.
En 1214, il fait don d'une terre à Vaugron au prieuré de la Chapelle d'Oze.
En 1214, il fait partie avec son neveu Clarembaud VI de Chappes des 56 chevaliers champenois convoqués par le roi Philippe-Auguste pour son ost contre la coalition formée par le roi d'Angleterre, de l'empereur du Saint-Empire germanique et du comte de Flandre, et il combat très probablement à la bataille de Bouvines,.
En 1217, la régente Blanche de Navarre notifie qu'il a reçu la terre de Bierne (Villemereuil) en fief du duc de Bourgogne.
En 1218, il fait un don à l'Hôtel-Dieu-le-Comte de Troyes.

## Mariage et enfants
Il épouse en premières noces une femme dont le nom est inconnu mais dont il a un enfant :
- Marguerite de Chappes, religieuse à la Chapelle d'Oze.

Veuf, il épouse en secondes noces Pétronille de Bar-sur-Seine, fille de Thibaut de Bar-sur-Seine, seigneur de Champlost et issu de la maison de Brienne, et de Marguerite de Chacenay, dont il a trois enfants :
- Alix de Chappes, dame de Champlost, qui épouse en premières noces Eude Ragot de Frôlois († en 1244), seigneur de Champlost et de Saint-Sépulcre. Veuve, elle épouse en secondes noces Soyer de Gand, seigneur de Courcelles, fils d'Hugues II, châtelain de Gand, et d'Odette, dame de Champlitte ;
- Petronelle de Chappes, dame de Jully-sur-Sarce, qui épouse Gui de Joinville, seigneur de Sailly, fils de Geoffroy IV de Joinville et d'Helvide de Dampierre ;
- Ermengarde de Chappes, religieuse à Jully-les-Nonnains.

## Sources
- Marie Henry d'Arbois de Jubainville, Histoire des Ducs et Comtes de Champagne, 1865.
- Prosper Adnot, Notes historiques sur l'ancienne ville de Chappes, 1865.
- Edouard de Saint Phalle, Les Seigneurs de Chappes aux XIe et XIIe siècles, 2007.
- Edouard de Saint Phalle, La seigneurie de Chappes et l'origine des vicomtes de Troyes, 2007.